# Chuck Behler
Chuck Behler (Livonia, Michigan, 13 de junho de 1965) foi o baterista do Megadeth de 1987 a 1989, participando das gravações do álbum So Far, So Good... So What! em 1988. Dave Mustaine o conheceu porque Chuck era o roadie de Gar Samuelson, o baterista anterior. Chuck acabaria por dar lugar também a seu roadie, Nick Menza.